# Gobio soldatovi
Gobio soldatovi är en fiskart som beskrevs av Berg, 1914. Gobio soldatovi ingår i släktet Gobio och familjen karpfiskar. Inga underarter finns listade i Catalogue of Life.